# Annica Dahlström
Annica Dahlström (* 1941) ist eine schwedische Ärztin und emeritierte Professorin für Histologie und Neurowissenschaften an der Abteilung für medizinische Chemie und Zellbiologie der Universität Göteborg.

## Leben
Dahlströms Forschungsschwerpunkt liegt auf der Frage, wie Nervenzellen Signale speichern und transportieren, aber sie veröffentlichte auch Forschungsarbeiten zu vielen anderen Bereichen der Histologie und Neurowissenschaften. Sie promovierte mit 25 Jahren als jüngste schwedische Ärztin mit einem Doktortitel. Von 1983 bis zu ihrer Pensionierung 2008 war sie Professorin für Histologie und Neurowissenschaften an der Universität Göteborg.
Dahlström beteiligte sich an der Debatte über die Beziehung zwischen Geschlecht und Gehirnfunktion. 2007 veröffentlichte sie das Buch Könet sitter i hjärnan (Das Geschlecht liegt im Gehirn), das sie als ein „Konzentrat“ der letzten 15 Jahre internationaler Forschung über das Gehirn und darüber, wie das Gehirn das menschliche Verhalten beeinflusst, bezeichnete. Dieses Buch, das sich hauptsächlich auf vor 1990 durchgeführte Studien bezieht, wurde öffentlich wegen Ungenauigkeiten kritisiert.
Ihre meistzitierte wissenschaftliche Arbeit „Evidence for the existence of monoamine-containing neurons in the central nervous system“ wurde 2013 über 5.500 Mal zitiert. Dahlström veröffentlichte über 340 wissenschaftliche Arbeiten.